# Relações entre Angola e China
As relações entre Angola e China são as relações diplomáticas estabelecidas entre a República de Angola e a República Popular da China. Estas relações datam desde a pré-independência de Angola. Atualmente, são baseadas em uma relação comercial emergente. Desde 2011, os angolanos são o segundo maior parceiro comercial dos chineses no continente africano.

## Laços políticos
Angola estabeleceu relações com a República Popular da China em 1983.

## Laços económicos
Desde 2007, Angola é o maior parceiro comercial da China em África. O comércio entre os dois países foi de 24,8 mil milhões dólares estado-unidenses em 2010. Em 2011 e nos primeiros oito meses de 2012, foi o segundo maior parceiro comercial da China em África, depois da África do Sul.

### Financiamento chinês ao desenvolvimento de Angola
Desde a primeira conferência do Fórum de Cooperação entre China e África em 2000, Pequim concluiu quatrocentos e sessenta e cinco milhões nos projetos oficiais de financiamento ao desenvolvimento em Angola (valores financeiros normalizados em dólares de 2009). Isso inclui um empréstimo de noventa milhões do Banco de Exportações e Importações da China para a reabilitação do Caminho de Ferro de Luanda e a construção de uma linha de distribuição de eletricidade de quarenta e cinco quilómetros entre Quifangondo e Mabubas. Angola também recebeu uma linha de crédito de mil milhões do Banco de Exportações e Importações da China para reparar a infraestrutura do país.

## Visitas bilaterais
O primeiro-ministro chinês Wen Jiabao visitou Angola em junho de 2006, oferecendo um empréstimo de nove mil milhões para melhorias da infraestrutura em troca do petróleo. A República Popular da China investe fortemente em Angola desde o fim da guerra civil em 2002. João Manuel Bernardo, o atual embaixador de Angola na China, visitou a República Popular da China em novembro de 2007.